# Далі — тиша ...
«Далі — тиша…» (рос. «Дальше — тишина…») — радянський фільм-спектакль театру імені Моссовєта, знятий в 1978 році.

## Сюжет
Дія відбувається в США, в родині Куперів. Прийшовши на обід до батьків, діти дізнаються неприємну новину — батьки змушені розлучитися з будинком через заборгованість банку. Оплачувати житло для батьків вскладчину діти не хочуть, і починаються суперечки — куди дівати матір і батька. Люди похилого віку стають тягарем своїм дітям. Парі, котра прожила 50 років разом, доводиться розлучитися назавжди. Батька забирає донька з Каліфорнії, у якої не знаходиться місця для матері «ні під сходами, ні в комірчині». Голос актриси зривається, губи трясуться, Люсі Купер безпорадно дивиться на сина, який повідомив їй страшну звістку. Її ж саму відправляють до притулку для похилих жінок, і єдине, що її турбує — щоб батько не дізнався про це. Вона бере з сина обіцянку не розповідати батькові, де вона буде перебувати — «це буде перша в моєму житті таємниця від твого батька». Фінальна сцена фільму — прощання подружжя на вокзалі перед відходом поїзда до Каліфорнії. Останні обійми, настанови Люсі, сльози Барклея Купера. І голос за кадром: «А далі — тиша…»

## У ролях
- Фаїна Раневська —  Люсі Купер
- Ростислав Плятт —  Барклей Купер
- Михайло Львов —  Джордж
- Ірина Карташова —  Аніта
- Ірина Муравйова —  Рода
- Борис Іванов —  Левицький
- Галина Дятловська —  місіс Левицька
- Ірина Соколова —  Кора
- Аркадій Рубцов —  Білл
- Неллі Молчадська —  Неллі
- Володимир Сулімов —  Гарвей
- Леонід Євтіф'єв —  Роберт
- Борис Лавров —  Хеннінг
- Марія Кнушевицька —  місіс Томпсон
- Тетяна Новікова —  місіс Харді
- Валентина Холіна —  місіс Армстронг
- Анатолій Адоскін —  лікар
- Сергій Проханов —  бармен

## Знімальна група
- Автор сценарію: Вінья Дельмар
- Режисер-постановник: Валерій Горбацевич,  Анатолій Ефрос
- Оператор-постановник: Геннадій Алексєєв